# Frente Obreiro
El Frente Obreiro de la Unión do Povo Galego (UPG) fou la secció sindical de la UPG, sorgida a finals de 1972 en una junta a Pontevedra.
El seu responsable era Moncho Reboiras i tenia implantació a Vigo i en menor mesura a Ferrol i La Corunya. Publicava el butlletí O Eixo des de 1974. El 1974 tenia al voltant de 50 militants, en 1975 augmentà la seva afiliació i s'optà per crear un sindicat propi que es formà el maig de 1975 amb el nom de Sindicato Obreiro Galego.